# Luca macskája

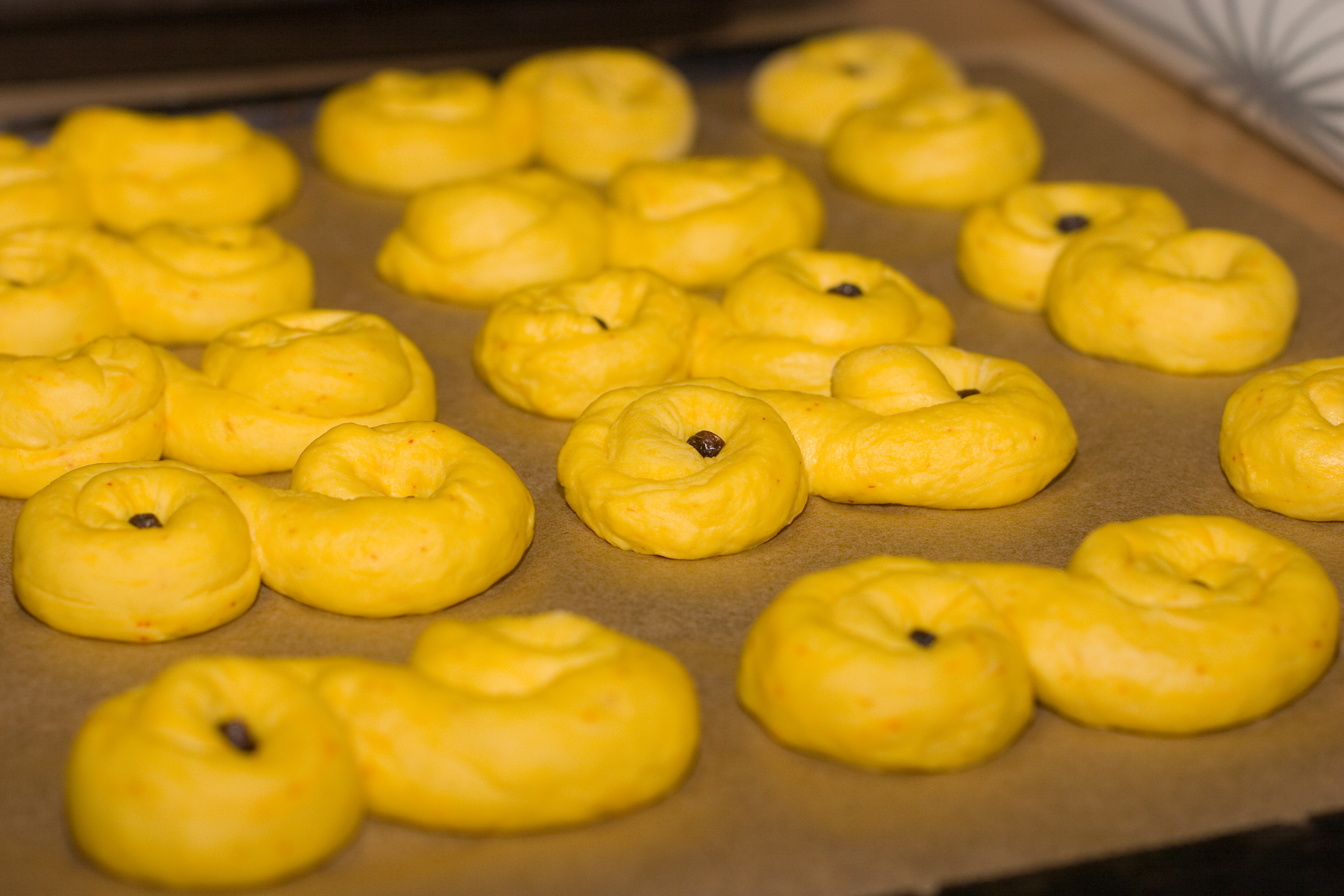

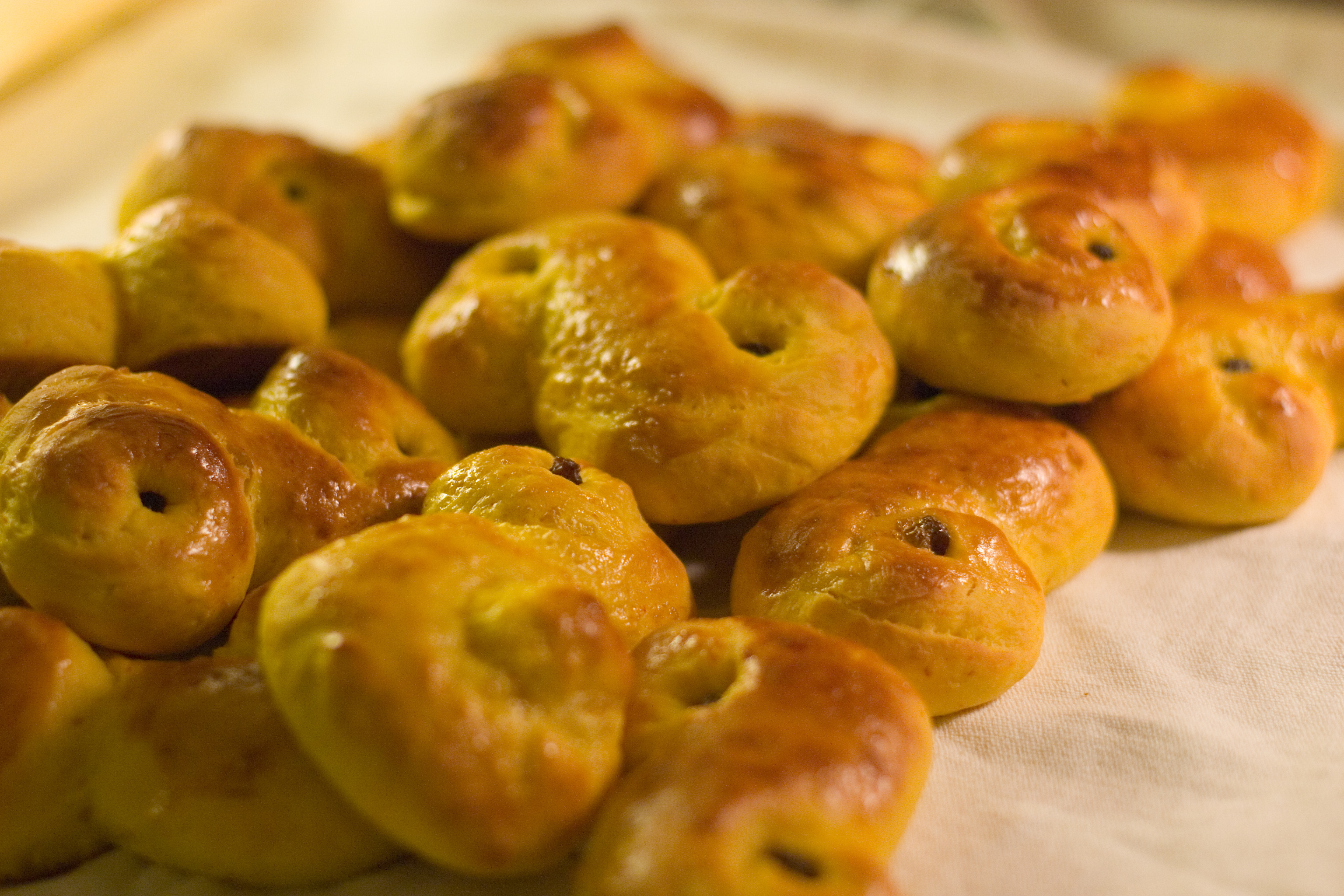

A Luca macskája (lussekatter vagy Lucia bun) egy svéd adventi sütemény, amelyet tipikusan Luca napján (december 13-án) készítenek. A sütemény egy sáfránnyal, túróval ízesített kelt tészta, amelyet jellegzetes 8-as (macskafarok) alakra hajlítanak és mazsolával díszítenek. A süteményt Finnországban, Norvégiában, Dániában és Nagy-Britanniában is készítik, némileg eltérő ízesítéssel.

## Fordítás
- Ez a szócikk részben vagy egészben  a   Saffron bun című angol Wikipédia-szócikk fordításán alapul.  Az eredeti cikk szerkesztőit annak laptörténete sorolja fel. Ez a jelzés csupán a megfogalmazás eredetét és a szerzői jogokat jelzi, nem szolgál a cikkben szereplő információk forrásmegjelöléseként.